# Lebel-sur-Quévillon
Pour les articles homonymes, voir Lebel.
Lebel-sur-Quévillon est un village du Québec (Canada) située en Jamésie, dans la région administrative du Nord-du-Québec. Cette municipalité isolée se spécialise dans l'industrie forestière et minière. Le recensement de 2021 y dénombre 2 091 habitants.

## Toponymie
Le nom « Lebel » est en l'honneur de Jean-Baptiste Lebel, un contracteur forestier, né en 1887 et décédé en 1966 qui a travaillé pendant des années pour l'implantation d'une papetière dans le nord de la province. Le lac donne la deuxième partie de son nom à la ville. Le lac Quévillon est nommé en l'honneur de Louis-Amable Quévillon (1749-1823), architecte et sculpteur d'objet religieux.

## Histoire

### Fondation de la ville
En août 1964, la compagnie Domtar annonce la construction d’une usine de pâte Kraft dans la région de l'Abitibi. L'entreprise prévoit construire ses installations à Matagami, mais grâce à l'influence du ministre des Terres et Forêts Lucien Cliche et de l'entrepreneur Jean-Baptiste Lebel, Domtar choisit finalement d'installer sa nouvelle usine près du Lac Quévillon et de fonder une ville de compagnie.
Le 6 août 1965, la ville de Lebel-sur-Quévillon est constituée à partir de territoires non-organisés. La ville, bâtie sur la péninsule du lac Quévillon, a été érigée pour loger les employés de l'usine de pâte et de produit chimique de la compagnie. À la fin du mois d'août 1966, les premiers habitants arrivent dans le futur village qui selon les premiers plans devait compter 7 000 âmes dans 5 ans. En 1971, la population atteint 3 000 habitants et 4 300 avec les villages environnants. En 1974, Domtar installe un moulin à scie tout près de son usine de pâte. Un nouveau quartier est créé mais la population n'atteindra que 4 629 avec les agglomérations environnantes. La ville est un endroit mono-industriel qui survit grâce aux emplois bien rémunérés de la compagnie Domtar. Elle devient donc sensible à tout conflit de travail. En 1975, une grève de 6 mois est effectuée à la compagnie Domtar, suivie par une grève des forestiers à la Domtar en 1977. Juin 1984-mai 1985, une grève de l'usine paralysera toute la ville. En 1988, une grève de 4 mois débute en début d'année.

### Héraldique
| Science et travail |
| ------------------ |

| L'écu de Lebel-sur-Quévillon se blasonne ainsi : De gueules à la croix d'or chargée d'une fleur de lys d'azur et de quatre étoiles du premier; cantonée de deux épinettes d'or en 1 et en 4 et de deux fer du moulin d'argent en 2 et en 3; à une pointe ondée d'argent sur le tout. Attention : Ce blasonnement n'est pas officiel, il a été établi à partir d'une représentation graphique. |

## Géographie
Son territoire est enclavé dans Eeyou Istchee Baie-James.

## Démographie
| 1966 | 1971  | 1976  | 1981  | 1986  | 1991  |
| ---- | ----- | ----- | ----- | ----- | ----- |
| 392  | 2 936 | 3 591 | 3 681 | 3 465 | 3 414 |

| 1996  | 2001  | 2006  | 2011  | 2016  | 2021  |
| ----- | ----- | ----- | ----- | ----- | ----- |
| 3 416 | 3 236 | 2 729 | 2 159 | 2 187 | 2 091 |

### Langues
À Lebel-sur-Quévillon, selon l'Institut de la statistique du Québec, la langue la plus parlée le plus souvent à la maison en 2011 sur une population de 2 155 habitants, est le français à 98,84 %, l'anglais à 0,23 % et une autre langue à 0,46 %.

## Administration
Les élections municipales se font en bloc pour le maire et les six conseillers.
| Lebel-sur-Quévillon Maires depuis 2002                                                                               |                |         |          |
| Élection | Maire          | Qualité | Résultat |
| 2002 | Gérald Lemoyne |         | Voir     |
| 2005 | Gérald Lemoyne | Voir    |          |
| 2009 | Gérald Lemoyne | Voir    |          |
| 2013 | Alain Poirier  |         | Voir     |
| 2017 | Alain Poirier  | Voir    |          |
| 2021 | Guy Lafrenière |         | Voir     |
| Élection partielle en italique Depuis 2005, les élections sont simultanées dans toutes les municipalités québécoises |                |         |          |

## Économie

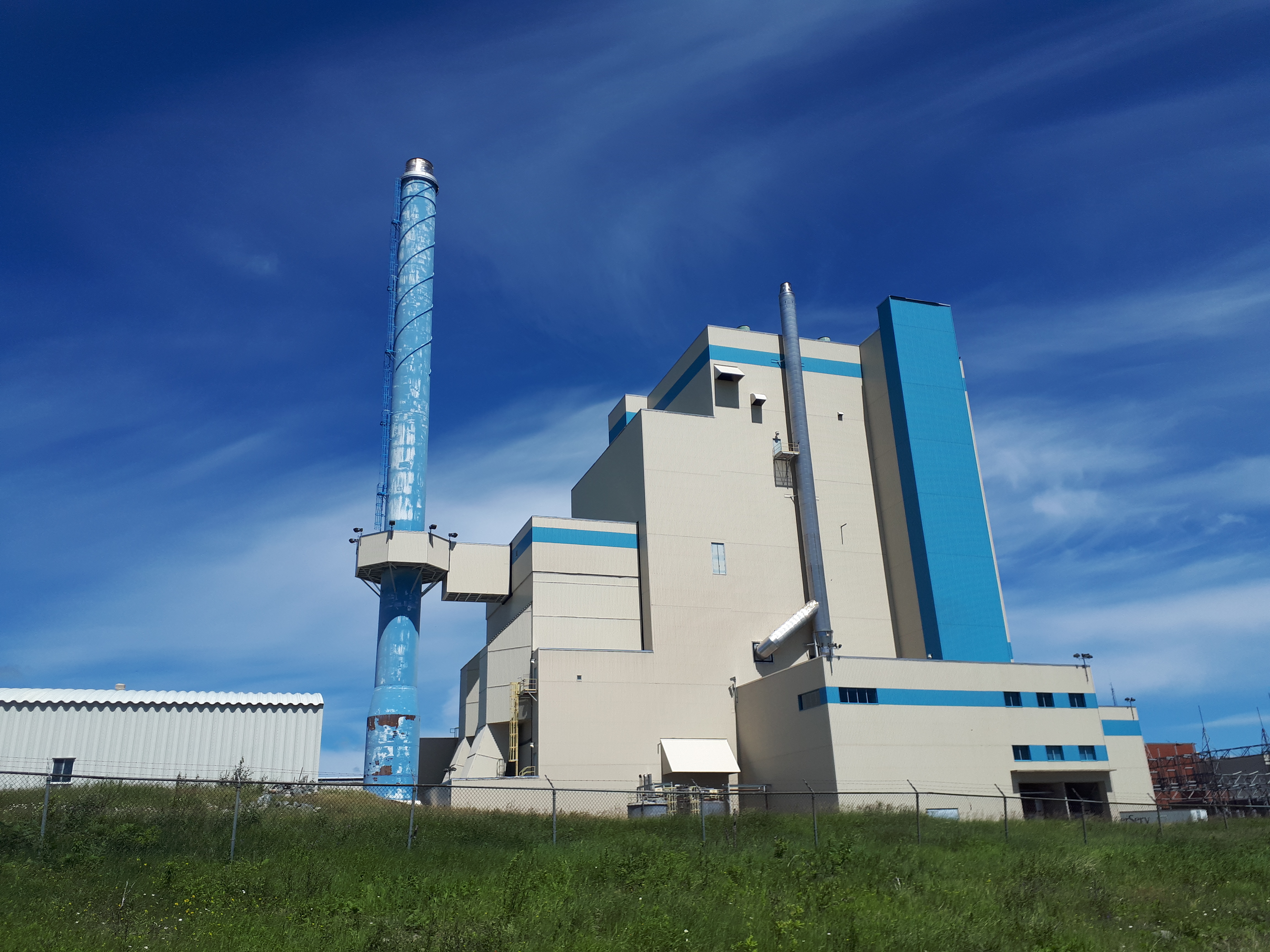
Usine Nordik Kraft (anciennement propriété de Domtar), à Lebel-sur-Quévillon, 2018.

En 1994, un important investissement est fait à la compagnie Domtar et la mine Langlois est ouverte par la compagnie canadienne Cambior. Un nouveau quartier est créé dans la ville. En 2000, la mine Langlois est vendue à la compagnie Breakwater Ressources ltd. Le 24 novembre 2005, Domtar met en lock-out son usine de papier kraft de Lebel-sur-Quévillon et sa scierie. Le maire de l'époque, Gérald Lemoyne, fera des pieds et des mains pour faire rouvrir l'usine. Avec des investisseurs, il tentera de racheter l'usine.
Depuis la fermeture de l'usine, une émigration importante est notée au sein des habitants de la ville de Lebel-sur-Quévillon. En 10 ans, la population est passée de 3 300 à 2 300 habitants. Le 18 décembre 2008, l'usine de pâte Domtar est définitivement fermée. Dans la même année, le 2 novembre, fermeture temporaire de la mine Langlois à cause de la baisse du prix du zinc.
En février 2010, la mine Langlois rouvre. En été 2011, la compagnie Breakwater est rachetée par la compagnie Nyrstar. Le 31 janvier 2012, on annonce l'achat de l'ancienne usine de Domtar par Fortress Paper. L'usine devait produire de la pâte qui servira à fabriquer des vêtements, à partir de la rayonne, un marché en expansion à travers le monde pour remplacer le coton. La réouverture de l'usine devait créer 333 emplois directs et 400 emplois indirects.
En 2016, l'usine est vendue à Nexolia Bioénergie pour 15,3 M$. Nexolia devait mettre sur pieds un projet de cogénération visant la production de l'énergie thermique et mécanique, ainsi que la construction de serres. En 2018, l'entreprise Chantiers Chibougamau a à son tour fait l'acquisition de l'usine. Celle-ci doit maintenant servir à la production de pâte Kraft. La filiale Nordik Kraft de Chantiers Chibougamau entre finalement en production en 2020. L'usine Nordic Kraft fournit alors près de 270 emplois dans le secteur.

## Attraits
- Pistes cyclables

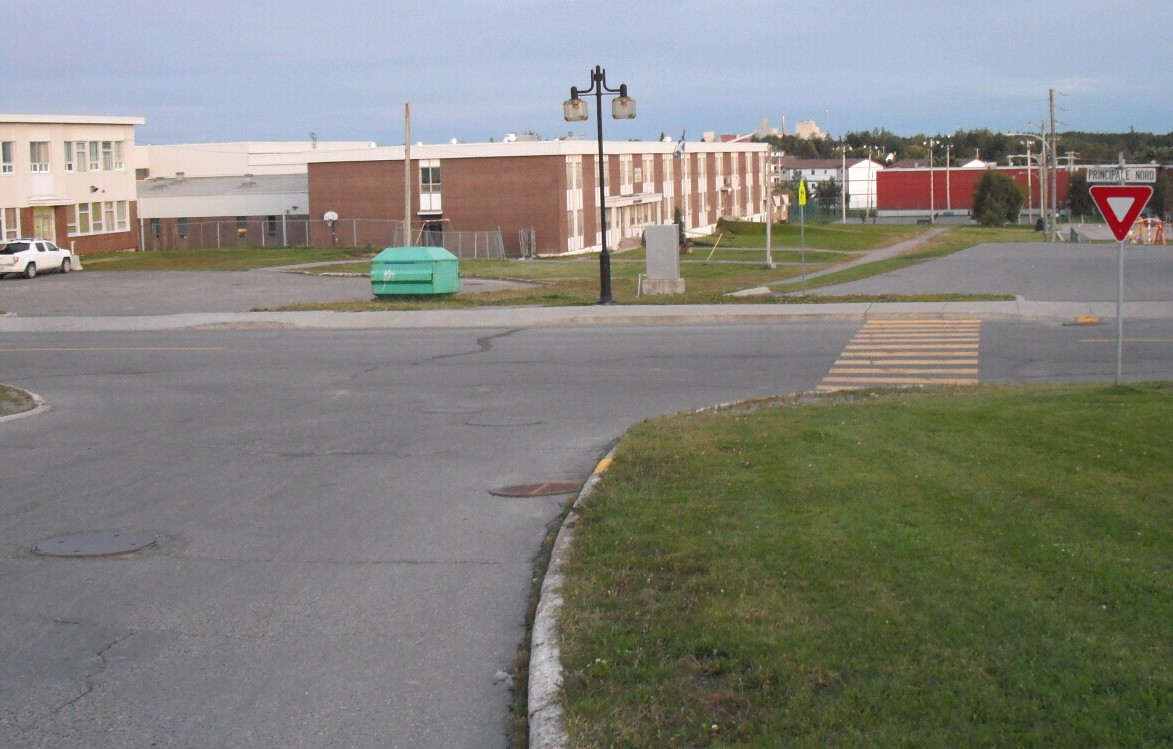
Lebel-sur-Quévillon fait partie des rares municipalités québécoises possédant des panneaux cédez le passage plutôt que des arrêts à certains intersections à angle droit.

- Réseaux de sentiers de ski de fonds
- Terrain de golf municipal
- Plage municipale

## Personnalités associées
- Jean-Baptiste Lebel, entrepreneur forestier;
- Gérald Lemoyne, homme politique québécois;
- Sylvie Bérubé, femme politique canadienne;
- Stacy-Ann Oliver, artiste;
- Guylaine Saucier, femme d'affaires, ex-PDG du groupe Gérard Saucier Ltée.